# Argia Valeria Albanese
Argia Valeria Albanese (Napoli, 5 agosto 1960) è una politica italiana.

## Biografia
Esponente del Partito Popolare Italiano, viene eletta deputata con L'Ulivo nel 1996 nel collegio uninominale di Arzano, ottenendo il 47,5% dei voti. Resta a Montecitorio per tutta la XIII Legislatura. Nel settembre 1999 aderisce a I Democratici.
Nel 2001 viene ricandidata dalla coalizione de L'Ulivo sempre nel collegio uninominale di Arzano, ottiene il 42% e non viene rieletta alla Camera.
Allo scioglimento de I Democratici contribuisce nel 2002 alla nascita de La Margherita, con la quale è candidata al Senato in Campania alle elezioni politiche del 2006, senza risultare eletta.
Alle elezioni politiche del 2013 è candidata alla Camera con la lista Centro Democratico in Liguria , senza risultare eletta.